# Klapa s mora
Klapa s mora je posebno sastavljena klapa koja je Hrvatsku predstavljala samo za izbor za Pjesmu Eurovozije 2013. godine. 
Klapa je sastavljena od šest pjevača iz raznih dijelova primorske Hrvatske, a pjevali su pjesmu pod nazivom „Mižerja”.
| Glas          | Ime             | Iz klape:  |
| ------------- | --------------- | ---------- |
| Prvi tenor    | Marko Škugor    | Kampanel   |
| Drugi tenor   | Ante Galić      | Sinj       |
| Prvi bariton  | Nikša Antica    | Kampanel   |
| Drugi bariton | Leon Bataljuku  | Crikvenica |
| Bas           | Ivica Vlaić     | Sebenico   |
| Bas           | Bojan Kavedžija | Grdelin    |